# لينا حامد
لينا حامد مصممة أزياء بريطانية وصاحبة شركة أنالينا التي أسستها في عام 2008.

## حياتها الشخصية
ولدت لينا حامد في يناير 1977  لأبويين أردنيين لكنها عاشت وتربت في لندن وباريس، درست تصميم الأزياء بمدرسة هارو للفنون في كلية لندن للأزياء كما حصلت على درجة البكالريوس في تصميم الازياء من جامعة وستمنستر.

## عملها
عند بلوغها سن الحادية والعشرين أصبحت لينا من مشتري دار هيريميس حيث قضت أربع سنوات كمشترية لأزياء السيدات في هيرميس لندن، ثم انتقلت بعدها إلى هيرميس باريس واكتسبت هناك الكثير من الخبرة وعرفت موضة إكسسوارات الجلود الغريبة، كما عملت كذلك كمصممة مساعدة لستيفان رولاند في بيت أزياء جان لويس شيرير.
وبعد اكتسابها خبرة كافية بدأت لينا في العمل على تصميماتها الخاصة للـخياطة الراقية في باريس مع الزبائن من الدرجات الرفعية، وفي عام 2008 أسست علامة أنالينا المشهورة بصناعة الحقائب الفخمة من جلود التماسيح والتي تجلبها من مزارع شهيرة من ضمنها مزارع دار هيرميس ، وفي عام 2009 عرضت حقائب أنالينا في هارودز ليصبح بعدها الموزع الحصري للشركة في المملكة المتحدة  ، كما عرضت حقائب أنالينا في الولايات المتحدة في عام 2015 حصريا في متجر وين لاس فيغاس.
تشتهر تصميمات لينا حامد باستخدامها لجلود التمسايح وأسماك الطباق والنعام والثعابين بالإضافة إلى استخدامها جلود الخراف الوردية في البطانات كما أضافت لحقائبها مصابيح مدمجة قابلة للشحن.